# Beaver-Gletscher (Königin-Alexandra-Kette)
Der Beaver-Gletscher ist ein 24 km langer Gletscher in der antarktischen Ross Dependency. In der Königin-Alexandra-Kette des Transantarktischen Gebirges fließt er nordwestlich des Mount Fox zum Ross-Schelfeis, das er am zur Shackleton-Küste gelegenen McCann Point erreicht.
Teilnehmer der New Zealand Geological Survey Antarctic Expedition (1959–1960) benannten ihn nach der DHC-2 Beaver mit dem Namen City of Auckland, die am 15. Januar 1960 im Gebiet des Gletschers abstürzte.